# Peuceptyelus coriaceus
Peuceptyelus coriaceus is een halfvleugelig insect uit de familie Aphrophoridae. De wetenschappelijke naam van deze soort is voor het eerst geldig gepubliceerd in 1826 door Fallén.